# Teleradio-Moldova
Teleradio-Moldova (TRM) est le nom de la compagnie nationale de radiotélédiffusion de la république de Moldavie. Elle a sous sa tutelle deux chaînes de télévision et quatre stations de radio.
La compagnie devient membre à part entière de l'union européenne de radio-télévision (UER) le 1er janvier 1993, sous son ancienne dénomination de « Radioteleviziunea Națională din Moldova ».

## Activités

### Télévision
| Logo | Chaîne                                 | Date de création | Actionnaires |
| ---- | -------------------------------------- | ---------------- | ------------ |
|      | Moldova 1 Chaîne généraliste nationale | 30 avril 1958    | 100 % TRM    |
|      | Moldova 2 Chaîne généraliste nationale | 3 mai 2016       | 100 % TRM    |

Chaîne disparue
- Tele Moldova Internațional, chaîne généraliste internationale lancée en janvier 2007. Elle cesse d'émettre en janvier 2013.

### Radio
- Radio Moldova
- Radio Moldova Muzical
- Radio Moldova Tineret
- Radio Moldova Internațional